# اعتراض به خشک شدن دریاچه ارومیه ۱۳۹۰
تجمعات اعتراضی زیست‌محیطی آذربایجان (۱۳۹۰)، در اعتراض به خشک شدن دریاچه ارومیه است. این تجمع، روز شنبه ۵ شهریور ۱۳۹۰ در دو شهر تبریز و ارومیه برگزار شد که با فراخوان در شبکه‌های اجتماعی شکل گرفت و علت اعتراض به بی‌توجهی مسئولین نسبت به خشک شدن دریاچه ارومیه بوده‌است.
برگزاری تجمعات بازتاب گسترده‌ای در فیسبوک و سایت بالاترین داشت.

## پیش زمینه
دو فوریت طرح نجات دریاچه ارومیه در مجلس رای نیاورد و این باعث خشمگین شدن مردم منطقه شد. نماینده مردم ارومیه در مجلس با انتقاد از رای نیاوردن دو فوریت طرحی برای نجات دریاچه ارومیه از خشک شدن گفت: خشک شدن این دریاچه باعث به خطر افتادن معیشت مردم و ایجاد معضلات اجتماعی و سیاسی می‌شود.

## اعتراضات
در روز شنبه ۵ شهریور در دو شهر ارومیه و تبریز تجمع‌های خودجوشی صورت گرفت که با دخالت پلیس به خشونت کشیده شد. این تظاهراتی که پنجم شهریور در ارومیه و تبریز برگزار شده بود یک تظاهرات با شعارهای اکثراً محیط زیستی بود. تظاهرکنندگان شعارهایی به زبان ترکی آذربایجانی سر می‌دادند. آن‌ها در برخی از شعارها همچنین می‌گفتند: «دریاچه ارومیه جان می‌دهد و مجلس به قتلش فرمان می‌دهد»، «بیایید گریه کنیم و با اشک‌هایمان دریاچه ارومیه را پر کنیم»، «دریاچه ارومیه تشنه است، اگر آذربایجان بیدار نشود، می‌بازد» و «زنده باد آذربایجان».

### بازداشت و زخمی شدن عده‌ای
این تظاهرات در دو شهر تبریز و ارومیه به خشونت کشیده شد و پلیس ضد شورش به سوی مردم گاز اشک‌آور و گلوله پلاستیکی پرتاب کرده‌است. بنابه گزارش دویچه وله ۱۰ها نفر در این تجمع‌ها بازداشت شدند.